# Utazu
Utazu (宇多津町, Utazu-chō) est un bourg du district d'Ayauta, dans la préfecture de Kagawa, au Japon.

## Géographie

### Situation
Utazu est situé dans le nord de la préfecture de Kagawa, sur l'île de Shikoku, au bord de la mer intérieure de Seto, au Japon.

### Démographie
Au 30 novembre 2018, la population d'Utazu était de 18 483 habitants répartis sur une superficie de 8,07 km2.

## Transports
Le bourg d'Utazu est desservi par les lignes Yosan et Honshi-Bisan de la JR Shikoku, à la gare d'Utazu.